# Konklave 1370
Das Konklave von 1370 (29.–30. Dezember), nach dem Tod von Papst Urban V. abgehalten, wählte zu seinem Nachfolger den Kardinal Pierre Roger de Beaufort, der unter dem Namen Gregor XI. der siebte und der letzte Papst in Avignon wurde (vgl. Avignonesisches Papsttum).

## Die Wahl Gregors XI.
18 Kardinäle, die in Avignon anwesend waren, traten am 29. Dezember in das Konklave ein. Im ersten Wahlgang am nächsten Morgen wurde Kardinal Pierre Roger de Beaufort, Neffe von Clemens VI., einstimmig zum Papst gewählt. Er widersetzte sich zunächst seiner Wahl, akzeptierte sie aber schließlich und nahm den Namen Gregor XI. an. Am 2. Januar 1371 wurde er ordiniert, am 3. Januar vom Kardinaldekan Guy de Boulogne zum Bischof von Rom geweiht und vom neuen Kardinalprotodiakon Rinaldo Orsini in der Kathedrale Notre-Dame-des-Doms in Avignon gekrönt.

## Wahlberechtigte
Papst Urban V. starb am 19. Dezember 1370 in Avignon. Er war der erste Papst, der wieder in Rom residierte, wenn nur für kurze Zeit (1367 bis Anfang 1370), bevor er allerdings nach Avignon zurückkehrte. Bei seinem Tod gab es 20 Kardinäle, von denen 18 am Konklave teilnahmen.
| Kardinal                                    | Titel                          | Ernannt am         | durch                        | Anmerkungen                                       |
| ------------------------------------------- | ------------------------------ | ------------------ | ---------------------------- | ------------------------------------------------- |
| Guy de Boulogne                             | Bischof von Porto-Santa Rufina | 20. September 1342 | Clemens VI.                  | Kardinaldekan                                     |
| Raymond de Canillac, C.R.S.A.               | Bischof von Palestrina         | 17. Dezember 1350  | Clemens VI. (Kardinalnepot)  |                                                   |
| Guillaume Sudre, O.P.                       | Bischof von Ostia und Velletri | 18. September 1366 | Urban V.                     |                                                   |
| Gilles Aycelin de Montaigu                  | Bischof von Frascati           | 17. September 1361 | Innozenz VI.                 |                                                   |
| Philippe de Cabassole                       | Bischof von Sabina             | 22. September 1368 | Urban V.                     |                                                   |
| Pierre de Monteruc                          |                                | 23. Dezember       | Innozenz VI. (Kardinalnepot) |                                                   |
| Guillaume de La Jugie                       |                                | 20. September 1342 | Clemens VI. (Kardinalnepot)  | Kardinalprotektor des Franziskanerordens          |
| Jean de Blauzac                             |                                | 17. September 1361 | Innozenz VI.                 |                                                   |
| Guillaume d’Aigrefeuille, O.S.B.            |                                | 12. Mai 1367       | Urban V.                     | Kämmerer des Heiligen Kardinalskollegiums         |
| Simon Langham                               |                                | 22. September 1368 | Urban V.                     |                                                   |
| Bernard du Bosquet                          |                                | 22. September 1368 | Urban V.                     |                                                   |
| Jean de Dormans                             |                                | 22. September 1368 | Urban V.                     | Kanzler von Frankreich                            |
| Etienne de Poissy                           |                                | 22. September 1368 | Urban V.                     | Großpönitentiar                                   |
| Francesco Tebaldeschi                       |                                | 22. September 1368 | Urban V.                     |                                                   |
| Pietro Corsini                              |                                | 7. Juni 1370       | Urban V.                     |                                                   |
| Pierre Roger de Beaufort (Papst Gregor XI.) |                                | 28. Mai 1348       | Clemens VI. (Kardinalnepot)  | Kardinalprotodiakon; Kardinalprotektor von Neapel |
| Rinaldo Orsini                              |                                | 17. Dezember 1350  | Clemens VI.                  |                                                   |
| Hugues de Saint-Martial                     |                                | 17. September 1361 | Innozenz VI.                 |                                                   |

Neun Kardinäle wurden von Urban V. ernannt, fünf von Clemens VI. und vier von Innozenz VI.
Das Amt des Camerlengo, das wichtigste während der Sedisvakanz, wurde von Arnaud Aubert wahrgenommen, Erzbischof von Auch und Neffe von Innozenz VI. – aber kein Kardinal.
Zwei Kardinäle, beide von Urban V. ernannt, nahmen nicht am Konklave teil, da sie in Italien waren.
| Kardinal                  | Titel              | Ernannt am         | durch                    | Anmerkungen                   |
| ------------------------- | ------------------ | ------------------ | ------------------------ | ----------------------------- |
| Anglic Grimoard, C.R.S.A. | Bischof von Albano | 18. September 1366 | Urban V. (Kardinalnepot) | Päpstlicher Vikar in Italien  |
| Pierre d’Estaing, O.S.B.  |                    | 7. Juni 1370       | Urban V. (Kardinalnepot) | Rektor des Herzogtums Spoleto |